# تیم ملی فوتبال زنان عمان
تیم ملی فوتبال زنان عمان (انگلیسی: Oman women's national football team) نماینده فوتبال زنان این کشور در رده ملی است و تحت نظارت فدراسیون فوتبال عمان قرار دارد.